# Eastern Islands (Torres Strait)
Eastern Islands bezeichnet eine Inselregion im Verwaltungsbezirk Torres Shire des australischen Bundesstaats Queensland. Zum Gebiet zählen einige Torres-Strait-Inseln im äußersten Nordosten der Wasserstraße Torres Strait.
In der Region, die direkt an das Korallenmeer grenzt, liegen zahlreiche Korallenriffe sowie rund 12 kleine Inseln, von denen drei bewohnt sind. Verwaltungszentrum ist Murray Island (Mer). Auch Darnley Island  und Stephens Island sind bewohnt. Die größten Inseln sind Darnley Island, Murray Island und East Cay. Die übrigen Inseln sind Anchor Cay, Dauar, Campbell, Waier, Nepean, Bramble Cay, Black Rocks und Underdown. Don Cay und Canoe Cay sind trotz ihrer Namen keine Inseln (mehr), sondern Riffe.
Die Gesamtfläche beträgt 14 km², und die Bevölkerung 813 (Stand Volkszählungen 2016). Von diesen gehören fast 80 % zur indigenen Bevölkerung, den sogenannten Torres-Strait-Islanders.